# Решнёвка (Красиловский район)
Решнёвка (укр. Решнівка) — село в Красиловском районе Хмельницкой области Украины.
Население по переписи 2001 года составляло 179 человек. Почтовый индекс — 31030. Телефонный код — 3855. Занимает площадь 3,096 км². Код КОАТУУ — 6822788404.

## Местный совет
31030, Хмельницкая обл., Красиловский р-н, с. Севрюки, ул. 40-летия Победы